# Das Vermächtnis des Inka (Freilichtspiel)
Das Vermächtnis des Inka ist ein Freilichtspiel nach der gleichnamigen Reiseerzählung Karl Mays von Toni Graschberger und Roland Schmid. Es wurde 1974 bei den Karl-May-Spielen in Bad Segeberg uraufgeführt.

## Inhalt

### Die Handlung im Roman
Der Deutsche Karl Hammer, genannt „Vater Jaguar“, übernimmt in Buenos Aires den Auftrag, den jungen Anton Engelhardt zu seinem Vater nach Lima zu bringen. Da noch weitere Personen die Anden überqueren wollen, wächst die Reisegesellschaft – teilweise ohne Erlaubnis des Reiseleiters – schnell an. Unter den Reisenden sind auch der Paläontologe Dr. Morgenstern samt seinem Diener Fritz Kiesewetter und der Chirurg Don Parmesan. Dr. Morgenstern sieht einem Oberst Glotino so ähnlich, dass auch verschiedene Feinde des Oberst sich dem Trupp an die Fersen heften.
Zufällig entdecken die Wissenschaftler ein geheimes Waffenlager und werden von dessen Besitzern (Antonio Perillo und Benito Pajaro) gefangen genommen. Don Parmesan gelingt es, den Vater Jaguar zu benachrichtigen, der Dr. Morgenstern und Fritz Kiesewetter befreien kann. Auch später geraten sie immer wieder in Gefahr und müssen gerettet werden.
Zu der Gruppe stoßen auch ein junger Indianer namens Haukaropora und sein alter Begleiter Anciano. Auch sie wollen in die Anden, um einen riesigen Schatz zu heben – das Vermächtnis des Inka. Mit Hilfe dieses Schatzes soll Hauka, der letzte Inka, das untergegangene Reich wieder errichten.
In der Nähe des Schatzes eskaliert die Situation: Alte Rechnungen werden beglichen, die Schurken geraten in eine Falle, die den Schatz schützt und werden tödlich verletzt. Der Schatz wird zerstört.
Hauka beschließt, in Europa zu studieren und die Vergangenheit ruhen zu lassen.

### Die Inszenierung in Bad Segeberg
„Erstmals in der Geschichte der Segeberger Karl-May-Spiele stand 1974 ein Karl-May-Stück auf dem Spielplan, dessen Schauplatz in den peruanisch-bolivianischen Kordilleren angesiedelt ist – bis dato stellt dies eine einmalige Besonderheit dar. Damit schrieb Toni Graschberger genau wie sein Vorgänger Leisner mit der ‚Felsenburg‘ fünf Jahre zuvor Segeberger Festspielgeschichte, und auf keiner anderen Freilichtbühne gab es das vor- oder nachher wieder zu bewundern.
Klaus-Hagen Latwesen, einer der Hauptdarsteller des Vorjahres, hatte sich als Winnetou bewährt. Somit war es kein Risiko, ihm für die neue Saison wiederum eine Hauptrolle zu geben. Dem Inkaprinzen Haukaropora gab Latwesen rein optisch gesehen eine sehr Winnetou-ähnliche Note. Sieht man Winnetou als ‚Prinzen‘ der Indianer – Heinz Ingo Hilgers bezeichnete ihn stets als indianischen König –, so ist eine weitere Parallele zum Inkaprinzen vorhanden. ...
An seiner Seite in Graschbergers sehr aufwendiger Inszenierung wirkten Peter Lehwald als Vater Jaguar, Karin Heine (Königin der Toben) und Horst Thomas (Dr. Morgenstern) mit. Lehwald hatte zuvor bereits in Berlin in ‚Unter Geiern‘ den Old Shatterhand gespielt.
Weiterhin fand man in der Besetzungsliste wiederum Namen von ‚Stamm-Mitwirkenden‘ der Spiele: Edgar Maschmann, Gerhard Hönisch, Rolf E. Schenker oder Manuel Regehly waren einige von ihnen, die jedes Jahr im Sommer ihren ‚Bad Segeberg-Virus‘ nicht abzulegen vermochten. 
Ebenso dabei ... Gunther Schüler: Er feierte 1974 Jahr sein persönliches Segeberg-Jubiläum. Zum 10. Male spielte er bei den Karl-May-Spielen mit. Erst 1987 endete die Schüler-Segeberg-Ära. Schüler hätte zwar gerne noch weiter bei Karl May gespielt, erklärte er 1990 im Hamburger Abendblatt, er sei aber nicht mehr gefragt worden.“

### Sonstiges
- Die Segeberger Inszenierung enthielt auch Elemente aus Am Rio de la Plata und In den Cordilleren.
- Zu dem Bühnenstück wurde ein (gekürzter) Audio-Mitschnitt auf Schallplatte veröffentlicht.[15]

## Quelle
- Eintrag im Karl-May-Wiki zur Uraufführung.

## Textbuch
- Toni Graschberger, Roland Schmid: Das Vermächtnis des Inka. Freilichtspiel nach dem gleichnamigen Roman Karl Mays, 1974.[16]